# سامارتسوو
سامارتسوو (انگلیسی: Samartsevo) یک شهرک در شهرستان کویورگازینسکی جمهوری باشقیرستان در کشور روسیه است.